# Tadeusz Jemioło
Tadeusz Jemioło (ur. 26 kwietnia 1940 w Zapolu) – polski żołnierz i teoretyk wojskowości, generał broni Wojska Polskiego, profesor nauk wojskowych, poseł na Sejm X kadencji, członek centralnych władz PZPR.

## Życiorys

### Wykształcenie
W 1962 ukończył Oficerską Szkołę Radiotechniczną w Jeleniej Górze, a w 1968 studia na Wydziale Elektrycznym Politechniki Śląskiej w Gliwicach. W 1974 został absolwentem Akademii Sztabu Generalnego im. gen. broni Karola Świerczewskiego. W 1984 obronił doktorat na Wydziale Wojsk Lotniczych i Obrony Powietrznej Kraju ASG. W 1990 otrzymał tytuł profesora nauk wojskowych.

### Służba wojskowa i działalność dydaktyczna
Po ukończeniu szkoły oficerskiej przechodził kolejne szczeble kariery w Ludowym Wojsku Polskim, obejmując szereg stanowisk dowódczych w wojskach rakietowych i artylerii oraz wojskach radiotechnicznych Wojsk Obrony Powietrznej Kraju. Początkowo służył w na stanowisku technika aparatury wyliczania komend zestawu rakietowego w 16 Dywizjonie Rakietowym Obrony Powietrznej w Bytomiu. Od 1967 był zastępcą dowódcy tego dywizjonu do spraw technicznych. Od 1969 służył w dowództwie 1 Dywizji Artylerii OPK na stanowisku inżyniera do spraw startowych sekcji eksploatacji wydziału technicznego. Od 1972 pełnił obowiązki dowódcy 18 Dywizjonu Artylerii Rakietowej OPK w Pszczynie. Od 1974 pełnił obowiązki, a od 1976 był dowódcą 3 pułku zakłóceń radioelektronicznych w Lidzbarku Warmińskim. Jako pułkownik dyplomowany w latach 1978–1981 dowodził 4 Brygadą Artylerii Obrony Powietrznej Kraju im. Obrońców Wybrzeża (zatwierdzony na stanowisku w 1980). Od 1981 do 1984 był komendantem Wyższej Oficerskiej Szkoły Radiotechnicznej im. kpt. Sylwestra Bartosika w Jeleniej Górze. W latach 1984–1988 był dowódcą 1 Korpusu Obrony Powietrznej Kraju.
W 1988 został zastępcą dowódcy Wojsk Obrony Powietrznej Kraju do spraw techniki i zaopatrzenia, po czym w grudniu 1988 objął stanowisko zastępcy szefa Sztabu Generalnego WP do spraw systemów kierowania. W 1990 był ostatnim komendantem Akademii Sztabu Generalnego, następnie do 2000 zajmował stanowisko komendanta-rektora Akademii Obrony Narodowej. Jako komendant AON kierował pracami nad opracowaniem i wdrożeniem nowych programów kształcenia na studiach dyplomowych i podyplomowych. Zainicjował i rozwinął kontakty z różnymi uczelniami wojskowymi państw NATO, m.in. w Waszyngtonie.
W 2000 przeszedł w stan spoczynku. Pozostał pracownikiem Instytutu Bezpieczeństwa Narodowego AON i profesorem zwyczajnym tej uczelni. Został też profesorem zwyczajnym na Uczelni Techniczno-Handlowej im. Heleny Chodkowskiej w Warszawie i wykładowcą ALMAMER Szkoły Wyższej w Warszawie.

### Działalność polityczna
W okresie stanu wojennego w Polsce (1981–1983) był pełnomocnikiem Komitetu Obrony Kraju – komisarzem wojskowym na województwo jeleniogórskie.
Działacz Polskiej Zjednoczonej Partii Robotniczej. W latach 1981–1986 był członkiem Komitetu Centralnego PZPR. W latach 1986–1990 członek Centralnej Komisji Kontrolno-Rewizyjnej PZPR.
W latach 1989–1991 sprawował mandat posła na Sejm X kadencji z ramienia PZPR. Został wybrany w okręgu szczecineckim, w trakcie kadencji przystąpił do Klubu Posłów Wojskowych. Zasiadał w Komisji Obrony Narodowej oraz w Komisji Odpowiedzialności Konstytucyjnej.

## Awanse
- porucznik – 1965
- kapitan – 1969
- major – 1973
- podpułkownik – 1978
- pułkownik – 1980
- generał brygady – 1983 (nominację wręczył przewodniczący Rady Państwa PRL Henryk Jabłoński)
- generał dywizji – 1990 (nominację wręczył prezydent RP Wojciech Jaruzelski)
- generał broni – 1997 (nominację wręczył prezydent RP Aleksander Kwaśniewski)

## Odznaczenia
- Krzyż Komandorski Orderu Odrodzenia Polski (2000)[5]
- Krzyż Oficerski Orderu Odrodzenia Polski (1988)
- Krzyż Kawalerski Orderu Odrodzenia Polski (1981)
- Złoty Krzyż Zasługi (1975)
- Srebrny Krzyż Zasługi (1971)
- Złoty Medal „Siły Zbrojne w Służbie Ojczyzny” (1982)
- Złoty Medal „Za zasługi dla obronności kraju” (1979)
- Krzyż Komandorski Orderu Zasługi Republiki Federalnej Niemiec (Niemcy, 2001)